# Michael Weiss (triatleta)
Michael Weiss (nascido em 17 de janeiro de 1981) é um triatleta austríaco e ciclista. Representou a Áustria nos Jogos Olímpicos de Verão de 2004 na corrida de cross-country masculino de ciclismo de montanha, e foi o campeão mundial de XTERRA Triathlon, em 2011.

## Carreira

### Ciclismo de montanha
Weiss foi membro da equipe de ciclismo de montanha nacional austríaca de 1999 a 2008. Em 2003, venceu o Campeonato Europeu de Mountain Bike na categoria sub-23. No ano seguinte, em 2004, tornou-se campeão austríaco de ciclismo de montanha e competiu na corrida de cross-country nos Jogos Olímpicos de Verão de 2004, em Atenas, onde terminou em trigésimo segundo com um tempo de 02:30:14. Depois de não conseguir se classificar para os Jogos Olímpicos de Verão de 2008 em Pequim, Weiss eventualmente virou triatleta.

### Triatlo
Weiss levou sua habilidade no ciclismo de montanha e aplicou-as para à série de XTERRA Triathlon. Ele teve sucesso no campeonato em Maui ficando em segundo lugar em 2008, em terceiro em 2009 e 2010 antes de vencer o campeonato em 2011. No mês de maio de 2010, Weiss tornou-se o primeiro austríaco a vencer uma competição de Ironman, vencendo a corrida de Ironman St. George (2010). Em 2013, em sua primeira corrida após cumprir sua proibição por dois anos devido ao doping, Weiss venceu o Ironman Cozumel.

## Proibição dedoping
Em novembro de 2011, Weiss recebeu uma proibição de dois anos por violação de doping sanguínea em 2005 enquanto competia em ciclismo de montanha. Uma comissão independente de agência antidoping da Áustria (Nationale Anti-Doping Agentur Austria, NADA), disse que tinha encontrado Weiss ser culpado de ter seu sangue colhido para o enriquecimento em um laboratório de exames de sangue em Viena, em 2005. NADA inicialmente inocentou Weiss em setembro de 2010, mas essa decisão foi revertida um ano depois e, posteriormente, emitiu a proibição da concorrência. Weiss declarou sua inocência, mas optou por não recorrer a proibição por causa do tempo e despesa que seria necessário para fazê-lo.